# معهد القطب الشمالي لأمريكا الشمالية
معهد القطب الشمالي لأمريكا الشمالية (بالإنجليزية: Arctic Institute of North America)‏ هو معهد أبحاث متعدد التخصصات ومنظمة تعليمية تقع في جامعة كالغاري. مهمته دراسة شمال أمريكا والقطب الشمالي المحيطي [الإنجليزية] في مجالات العلوم الطبيعية والعلوم الاجتماعية والفنون والعلوم الإنسانية. بالإضافة إلى ذلك، يجمع المعهد المعلومات حول الظروف البيئية والفيزيائية والاجتماعية في الشمال والحفاظ عليها ونشرها. أنشئ المعهد في عام 1945 بالقانون الكندي كمنظمة غير ربحية تتمتع بعضوية، كما أسس في ولاية نيويورك.

## نظرة تاريخية
بدأت فكرة المعهد في أوائل الأربعينيات من القرن الماضي عندما ناقشت مجموعة من الكنديين السبل التي يمكن لكندا من خلالها زيادة الخبرة الإدارية والعلمية والتقنية في القطب الشمالي. وبحلول عام 1944، أنشئت منظمة ثنائية القومية تضم كندا والولايات المتحدة، مع فرصة لإنضمام غرينلاند ونيوفاوندلاند ولابرادور. وافتتحت مكاتب في جامعة ماكغيل في مونتريال، كيبيك، كندا. واختير الجيوفيزيائي لورانس ماكينلي جولد كمدير بالوكالة، وحل محله لينكولن واشبورن عام 1945. كانت الميزانية الأولية 10,000 دولار.
كان أحد أهم برامج معهد القطب الشمالي لأمريكا الشمالية هو إنشاء مكتبة، حيث جمع أكثر من 1000 مصدر في عام 1955، وزاد عدد الأشرطة الصوتية والفيديو إلى 4800 مجلد و476 مجلة في عام 1961، ووصل عدد المجلدات إلى 7500 في عام 1966. وكان برنامج آخر ملحوظ هو إطلاق مجلة آركتك عام 1948، حيث نُشرت ثلاثة أعداد سنويًا حتى عام 1951، ثم أصبحت منشورًا ربع سنوي. وفي عام 1975، انتقل المعهد إلى جامعة كالغاري حيث استمر هناك.
أصبحت الدكتورة كارلا جيسن ويليامسون [الإنجليزية] أول امرأة وأول مديرة تنفيذية من شعب الإنويت عام 2000. الدكتورة ماريبيث موراي، عالمة اجتماع وباحثة رائدة في القطب الشمالي، هي المديرة التنفيذية الحالية للمعهد، التي عيينت في عام 2013 وأعيد تعيينها في عام 2018.

## قاعدة بيانات نظام معلومات العلوم والتكنولوجيا القطبية
تنتج هذا القاعدة من قبل معهد القطب الشمالي لأمريكا الشمالية. وتركز قاعدة بيانات نظام معلومات العلوم والتكنولوجيا القطبية على المراجع للمنشورات ومشاريع البحوث حول شمال كندا، وتحتوي على 70,000 سجل. وتشمل مجالات التغطية الجغرافية الأراضي الشمالية للأقاليم الثلاثة والأجزاء الشمالية من سبع مقاطعات والمناطق البحرية المجاورة. وتشمل تغطية التنسيق ملخصات ومصطلحات موضوعية مفهرسة ومصطلحات جغرافية وروابط إلى 16,000 منشور على الإنترنت.

## مجلة أكاديمية
يصدر معهد القطب الشمالي لأمريكا الشمالية مجلة علمية مُحكمة بعنوان آركتك. وتنشر المجلة مقالات علمية ومراجعات كتب وأشخاص بارزين في جميع الموضوعات المتعلقة بالمناطق القطبية وشبه القطبية في العالم.

## الأرشيف
يوجد معهد القطب الشمالي لأمريكا الشمالية في مكتبة ومحفوظات كندا [الإنجليزية]. الرقم المرجعي للأرشيف هو R4614.

## مقالات ذات صلة
- سياسة القطب الشمالي لكندا [الإنجليزية]